# TRT Kurdî

Das Logo vor der Umbenennung

TRT Kurdî (bis Januar 2015 TRT 6) ist der erste staatliche Fernsehsender der Türkei in kurdischer Sprache. Das 24-stündige Programm mit Schwerpunkt auf Information startete am 1. Januar 2009.

## Hintergrund
Seit 2004 gab es einzelne kurdischsprachige Sendungen auf TRT. Im Zuge der Beitrittsverhandlungen der Türkei mit der Europäischen Union hat das Land Reformen im Bereich der medialen Förderung von Minderheitensprachen vollzogen. TRT Kurdî ist ein Staatssender mit einem Vollprogramm: von Kindersendungen bis hin zu Serien, Filmen und Dokumentationen. In diesem Kontext ging TRT am 2. April 2009 mit der kurdischsprachigen Radiostation „Türkiyenin Sesi“ (Die Stimme der Türkei) und am 1. April 2009 mit einer armenischsprachigen Radiostation „TRT-6 Radyo“ auf Sendung. Beide Radiostationen senden seitdem rund um die Uhr. Der Fernsehsender TRT Kurdî sendet einige Programminhalte auch in Persisch und Arabisch.
Das Vollprogramm in kurdischer Sprache erzeugte Aufmerksamkeit. Im Zusammenhang mit seiner Eröffnung sprach der türkische Ministerpräsident Recep Tayyip Erdoğan einige Worte in kurdischer Sprache. Nach einigen Presseberichten versuche die türkische Regierung bisherige Zuschauer vom in Dänemark produzierten kurdischsprachigen Programm Roj TV zurückzugewinnen, dessen Schließung die türkische Regierung wegen seiner Nähe zur PKK verlangt hatte.

## Empfang
TRT Kurdî ist über den Westbeam des Satelliten Türksat 42° Ost europaweit, unverschlüsselt und kostenlos empfangbar.
| Parameter    | Wert     |
| ------------ | -------- |
| Frequenz     | 12.685   |
| Polarisation | Vertikal |
| Symbolrate   | 30000    |
| FEC          | 3/4      |